# Вале (Болоња)
Вале (итал. Valle) је насеље у Италији у округу Болоња, региону Емилија-Ромања.
Према процени из 2011. у насељу је живело 99 становника. Насеље се налази на надморској висини од 425 м.